# Knut Torbjørn Eggen
Knut Torbjørn Eggen (ur. 1 listopada 1960 w Orkdal, zm. 20 lutego 2012 w Moss) – norweski piłkarz występujący na pozycji obrońcy. Trener piłkarski. Syn piłkarza i trenera, Nilsa Arne Eggena.

## Kariera klubowa
Eggen treningi rozpoczął jako junior w zespole Orkdal IL. W 1978 roku został graczem drugoligowego klubu Rosenborg BK. W sezonie 1978 awansował z nim do pierwszej ligi. W Rosenborgu grał do końca kariery w 1991 roku. Przez ten czas trzykrotnie zdobył z zespołem mistrzostwo Norwegii (1985, 1988, 1990), a także dwukrotnie Puchar Norwegii (1988, 1990).

## Kariera reprezentacyjna
W reprezentacji Norwegii Eggen wystąpił jeden raz, 20 czerwca 1984 w wygranym 1:0 towarzyskim meczu z Islandią. W tym samym roku znalazł się w kadrze na Letnie Igrzyska Olimpijskie, zakończone przez Norwegię na fazie grupowej.

## Kariera trenerska
Karierę trenerską Eggen rozpoczął w 1994 roku w trzecioligowym zespole Aalesunds FK. W sezonie 1994 awansował z nim do drugiej ligi. W 1997 roku został szkoleniowcem Moss FK i już w pierwszym sezonie awansował z nim do pierwszej ligi, a także prowadził go tam do 2001 roku. Następnie trenował Fredrikstad FK. W 2006 roku zdobył z nim Puchar Norwegii.